# País de Punt
|  | Per a altres significats, vegeu «Puntland». |

El País de Punt (també: Terra de Punt o Regne de Punt) va ser un antic regne conegut pels registres comercials de l'antic Egipte. És possible que correspongui a Opone de Somàlia, tal com pensaven els antics grecs, mentre que alguns estudiosos bíblics l'han identificat amb la terra bíblica de Put o Havilah. De vegades, el País de Punt es coneix com Ta netjer (tꜣ nṯr), la "Terra del Déu".

## Història
Els egipcis van donar el nom de Punt a una terra amb la qual comerciaven des del Regne Mitjà.
La primera expedició egípcia antiga registrada a Punt va ser organitzada pel faraó Sahure de la V dinastia cap al segle XXV aC, que va tornar amb càrregues d'antyue i puntites. No obstant això, l'or de Punt està registrat com a Egipte des de l'època del faraó Quèops de la IV dinastia, i durant la XVIII dinastia fou tributari de l'imperi dels faraons; una llista dels seus districtes presenta analogies amb llocs de la regió moderna de Puntland, a Somàlia. Als turons i muntanyes del país, anomenats en somali ogo i golis, es desenvolupa privilegiadament l'arbre de l'encens, i l'actual Puntland és la terra per excel·lència de l'encens i pot ser considerat el seu producte més típic. A la dinastia XVIII, Hatxepsut va construir una flota del Mar Roig per facilitar el comerç entre el cap del golf d'Aqaba i punts al sud fins a Punt per portar béns mortuoris a Karnak a canvi d'or nubi. Hatshepsut va fer personalment l'expedició més famosa de l'antic Egipte que va navegar cap a Punt, i al Temple de Hatshepsut, el principal del complex de Deir el-Bahari, uns relleus mostren una expedició naval egípcia al Punt, dirigida per la pròpia reina faraó, regent en nom de Tuthmosis III en la seva infància, i s'enumeren els productes de la terra: or, encens, ivori, pells de lleopard, plomes d'estruç o fusta de banús. El comerç amb Punt va continuar fins al principi de la XX dinastia, amb una expedició enviada per Ramsès III, i acabant poc abans del final de l'Imperi Nou.
El País de Punt fou conegut per grecs i romans, que hi van comerciar, ja que alguns rituals religiosos exigien la utilització de l'encens i la mirra, i el primer n'era abundant al Punt; i també algunes varietats de mirra, que eren originàries del país. Al Periple de la Mar Eritrea (any 50), s'esmenten diverses ciutats de la costa de Punt: Ayalites (Assab?), Malao (Berbera), Mundi (Heis), Mosyllon (Bandar Kassim?) i Akannai (Alula?). Plini el Vell esmenta "el port i el promontori de les espècies Barbaroi", referint-se al cap Guardafui.
Més tard, van arribar-hi els àrabs. El primer viatger de qui queda constància és Muhàmmad ibn Mussa al-Khwarazmí  (847). Els viatgers àrabs parlen molt poc de Bilad al-Barbara (és a dir, el nord i nord-est de Somàlia), però se sap que comerciaven en aquesta zona amb vori, or i esclaus; en canvi, el comerç d'encens i mirra hi havia desaparegut. El xinès Tuang Sheng Shih esmenta la costa somali sota el nom de Po-pa-li; més tard, és esmentada per Shu Ku Kua sota el nom de Pi-pa-lo, assegurant que estava dividida en quatre districtes (informacions probablement basades en una obra de Shu Shu Fei, del 1178), i s'esmenten els productes de la zona: camells, ambre gris, vori, goma d'estírax, mirra, closques de tortuga, collars de perles, encens, estruços, girafes i zebres.
Els primers establiments musulmans s'hi han datat al segle viii i foren inicialment petits; però, amb el temps, la religió musulmana s'hi va estendre i, al segle xii o XIII, els habitants nadius ja havien assumit l'islam com a propi. Els àrabs van donar als nadius el nom de somalis, i la tradició atribueix el seu origen a Akil ben Abu Talib, cosí del profeta Mahoma.
Les principals ciutats de la costa van formar petits estats comercials, però només hi ha alguna resta arqueològica i no s'hi han trobat detalls escrits. L'extrem nord-est de Somàlia va quedar allunyat dels punts comercials (menys a l'oest i al sud) i no s'hi han trobat monedes ni altres rastres de comerç; l'ocupació per molts segles en aquesta zona fou la pastura dels ramats.
La influència musulmana al segle xiii s'estenia des l'oest del cap Guardafui (al nord) fins a Merka o Merca, capital dels somalis hawiyya. Al nord de Merca, hi havia Mogadiscio, que era una ciutat estat governada per un cap, que era una mena de soldà amb poders limitats i, més al nord, Hobyo (Obbia), on la fusió entre àrabs i somalis, tots musulmans, va portar a la constitució d'un soldanat a finals del segle xvi i començaments del XVII; encara un altre sultanat (Majertin) va governar la zona costanera més al nord, al mateix cap Guardafui.

## Possibles ubicacions de Punt

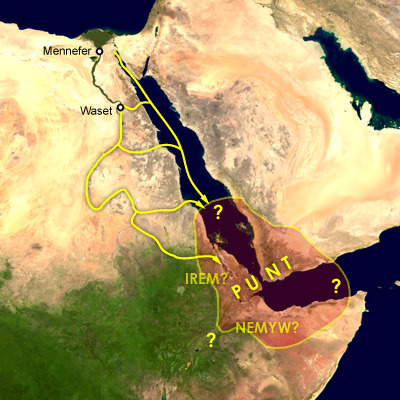
Ubicació suposada del País de Punt al voltant del Mar Roig, i les més importants rutes navals i terrestres

La ubicació exacta de Punt és debatuda pels historiadors. S'han ofert diversos llocs, al sud-est d'Egipte, una regió costanera de la Mar Roja: Somalilàndia, Somàlia, Djibouti, el nord-est d'Etiòpia, Eritrea Eritrea i el nord-est del Sudan. També és possible que abastés tant la Banya d'Àfrica com l'Aràbia meridional. Puntland, la regió administrativa de Somàlia a l'extrem de la Banya d'Àfrica s'anomena en referència a aquest indret.
L'opinió majoritària situa Punt a la Banya d'Àfrica, basant-se en el fet que els productes de Punt (tal com es descriuen a les il·lustracions de Hatshepsut) es trobaven abundantment a la Banya d'Àfrica, però eren menys comuns o de vegades absents a Aràbia. Aquests productes incloïen or i resines aromàtiques com la mirra, l'encens i el banús, fusta negra, ivori i animals salvatges representats a Punt incloïen girafes, babuins, hipopòtams i lleopards.
L'any 2010, investigadors de la Universitat de Califòrnia, Santa Cruz van analitzar el cabell de dos babuïns momificats mitjançant l'anàlisi d'isòtops d'oxigen i les van comparar amb les que es troben en els seus germans moderns. Les mostres d'isòtops en babuïns de Somàlia i Iemen no coincidien, però les d'Eritrea i l'est d'Etiòpia sí. L'equip d'investigació va concloure que Punt era probablement una regió que incloïa l'est d'Etiòpia i tota Eritrea.
El juny de 2018, els arqueòlegs polonesos que havien estat investigant al Temple de Hatshepsut des de 1961 van descobrir l'única representació d'un ocell secretari (Sagittarius serpentarius) conegut de l'antic Egipte als baixos relleus del pòrtic de Punt que representava la gran expedició faraònica. A la Terra de Punt, l'ocell secretari només viu a les praderies obertes africanes i la sabana, i se'n troben al Sudan, Etiòpia, Eritrea, Djibouti i Somalilàndia, però no a Aràbia.
El desembre de 2020, els primatòlegs del Dartmouth College van examinar teixits de babuïns momificats recuperats de jaciments de l'Imperi Nou i el període ptolemaic que es creia que provenien de Punt. L'estudi va revelar que els babuïns momificats van néixer fora d'Egipte i eren babuïns hamadrias, una espècie de babuí originària de la Banya d'Àfrica i l'extrem sud-oest de la península Aràbiga. La proporció d'estronci a l'esmalt dental va confirmar que els babuins van néixer en una zona que s'estén per l'actual Eritrea, Etiòpia i el nord-oest de Somàlia.